# USS LST-423
O USS LST-423 foi um navio de guerra norte-americano da classe LST que operou durante a Segunda Guerra Mundial.